# إليزابيث هاوثورن
إليزابيث هاوثورن (بالإنجليزية: Elizabeth Hawthorne)‏ هي ممثلة نيوزلندية، ولدت في 30 أبريل 1947 في نيوزيلندا.

## أعمال

### أفلام
- (2005)  الأسد، الساحرة وخزانة الملابس

## وصلات خارجية
- إليزابيث هاوثورن على موقع IMDb (الإنجليزية)
- إليزابيث هاوثورن على موقع ميوزك برينز (الإنجليزية)
- إليزابيث هاوثورن على موقع قاعدة بيانات الفيلم (الإنجليزية)